# Francesco Mottola
Francesco Mottola (ur. 3 stycznia 1901 w Tropea Catanzaro we Włoszech, zm. 29 czerwca 1969) – włoski błogosławiony Kościoła katolickiego.

## Życiorys
Francesco Mottola urodził się 3 stycznia 1901 roku jako syn Antonia i Concetty Braghó. Uczęszczał do szkoły podstawowej. W 1924 roku został wyświęcony na kapłana, a od 1929 do 1942 roku był rektorem seminarium w Tropei i nauczycielem w dziedzinie literatury. W 1931 roku został mianowany kanonikiem katedry. Był promotorem wielu inicjatyw kulturalnych. W 1942 roku został dotknięty paraliżem. Zmarł w dniu 29 czerwca 1969 roku w wieku 68 lat. 
Jego proces beatyfikacyjny na szczeblu diecezjalnym rozpoczął się 15 października 1981 roku. 17 grudnia 2007 roku został ogłoszony przez papieża Benedykta XVI czcigodnym. 2 października 2019 papież Franciszek podpisał dekret uznający cud, co otworzyło drogę do jego beatyfikacji. Początkowo uroczystość miała się odbyć 30 maja 2020, lecz z powodu Pandemii COVID-19 uroczystość została przeniesiona. Oficjalnie beatyfikacja Francesca Mottoli odbyła się 10 października 2021.